# Stella Maxwell

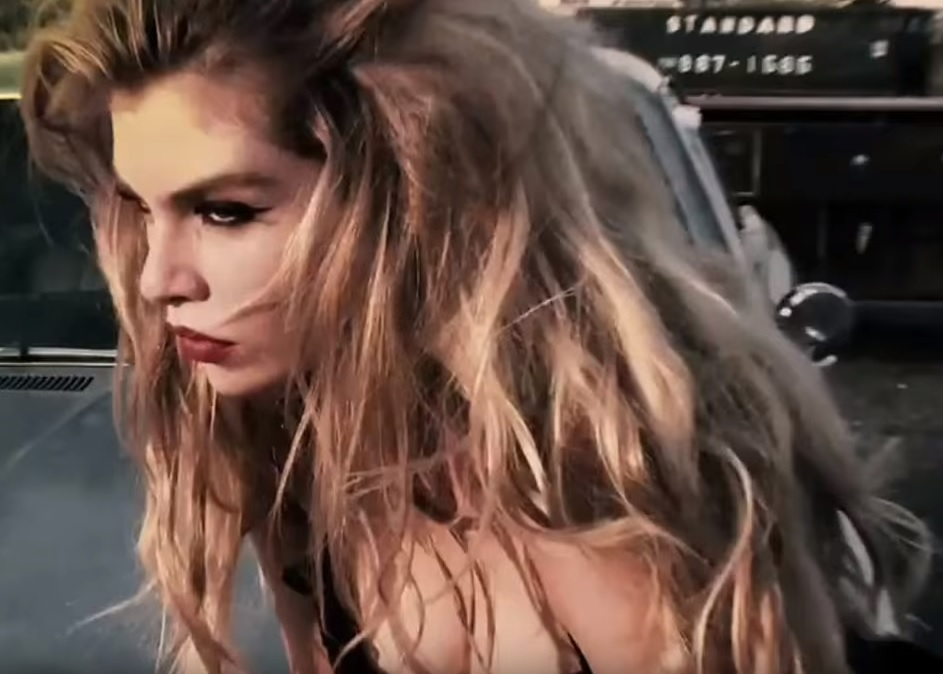
Stella Maxwell

Stella Maxwell (* 15. Mai 1990 in Brüssel, Belgien) ist ein britisches Model.

## Leben und Karriere
Stella Maxwell wuchs in Belgien auf und kam mit 14 Jahren mit ihren aus Nordirland stammenden Eltern nach Neuseeland. Hier besuchte sie die University of Otago in Dunedin, wo sie als Model entdeckt wurde. Sie wurde für Anzeigenkampagnen für Hennes & Mauritz, Puma oder Alexander McQueen gebucht und war auf diversen Titelblättern der Elle zu sehen.
Von 2014 bis 2018 lief Maxwell bei den Victoria’s Secret Fashion Shows und war ab 2015 ein Victoria’s Secret Angel.
Von 2016 bis 2018 war Maxwell in einer Beziehung mit der US-amerikanischen Filmschauspielerin Kristen Stewart.